# European Credit Transfer System
European Credit Transfer System (ECTS) är ett europeiskt system för överföring av studiemeriter. Det har utvecklats inom ramen för det så kallade Erasmusprogrammet men används nu[när?] i allt fler länder i Europa som nationellt studiepoängsystem vid universitet och högskolor. Studiepoängsystemet bygger på att ett läsår omfattar 60 ECTS-poäng i samtliga länder, oavsett hur långt läsåret är.
I Sverige har internationella studenters studieprestationer omräknats till ECTS sedan flera år tillbaka.[när?] Enligt högskoleförordningen förändrades det svenska poängsystemet den 1 juli 2007 för att vara kompatibelt med ECTS, som ett led i Bolognaprocessen. Samtliga kurser och program uttryckes i de nya högskolepoängen. Ett års heltidsstudier, dvs 60 ECTS, motsvarade 40 poäng (p) i det gamla svenska systemet, men uttryckes alltså numera som 60 högskolepoäng (hp). 

## Sjugradig betygskala
Till studiepoängsystemet ECTS har också knutits en översättningsskala för betyg, för att kunna jämföra och värdera betyg som givits i olika länder. Denna har sju betygsteg; A till F samt Fx. A till E innebär godkänt medan Fx och F motsvarar underkänt. Fx betyder underkänt med möjlighet att komplettera, men utnyttjas inte av alla lärosäten. 
I Sverige kan varje lärosäte avgöra om man ska gå över till den sjugradiga betygskalan för samtliga studenter, eller enbart tillämpa den som översättningsskala för internationella studenter och andra studenter som begär så. Ett flertal lärosäten har infört systemet för samtliga kurser och studenter. Internationella Handelshögskolan i Jönköping gick över fullt ut 2003. Blekinge Tekniska Högskola, Högskolan i Gävle, Kungliga Tekniska högskolan, Mittuniversitetet och vissa institutioner vid Stockholms universitet gick över 1 juli 2007. Resten av institutionerna vid Stockholms universitet gick över till den sjugradiga skalan senast den 1 juli 2008.
Olika lärosäten använder olika svenska översättning av betygsbenämningarna. I tabellen jämförs de engelska benämningarna och den översättning som Mittuniversitetet, Stockholms universitet och Handelshögskolan i Stockholm valt med de gamla svenska sjugradiga skolbetygen.
| ECTS | Engelsk      | Mittuniversitetet                  | Stockholms universitet | Handelshögskolan i Stockholm                                       | Svenska skolbetyg 1872-1968 | Tolkades                  | G- / VG-Betyg    |
| ---- | ------------ | ---------------------------------- | ---------------------- | ------------------------------------------------------------------ | --------------------------- | ------------------------- | ---------------- |
| A    | Excellent    | Framstående                        | Utmärkt                | Utmärkt                                                            | A                           | Berömlig                  | VG (väl godkänd) |
| B    | Very Good    | Mycket bra                         | Mycket bra             | Mycket bra                                                         | a                           | Med utmärkt beröm godkänd | VG (väl godkänd) |
| C    | Good         | Bra                                | Bra                    | Bra                                                                | AB                          | Med beröm godkänd         | G (godkänd)      |
| D    | Satisfactory | Tillfredsställande                 | Tillfredsställande     | Tillfredsställande                                                 | Ba                          | Icke utan beröm godkänd   | G (godkänd)      |
| E    | Sufficient   | Tillräcklig                        | Tillräckligt           | Tillräckligt                                                       | B                           | Godkänd (godkänd)         | G (godkänd)      |
| Fx   | Insufficient | Otillräcklig, komplettering möjlig | Otillräckligt          | Otillräckligt, ytterligare prestationer krävs innan betyg kan ges. | Bc                          | Icke fullt godkänd        | U (underkänd)    |
| F    | Insufficient | Otillräcklig                       | Helt Otillräckligt     | Otillräckligt                                                      | C                           | Underkänd                 | U (underkänd)    |

### Relativa respektive målrelaterade betyg
I sin ursprungliga version används ECTS för att sätta relativa betyg, där betyg A motsvarar att man tillhör de 10 % av godkända studenter som har presterat bäst, B nästa 25 %, C nästa 30 %, D nästa 25 % och E de svagaste 10 % av dem som klarat kursen. Svenska lärosäten som sätter sjugradiga betyg har emellertid valt att gå ifrån ECTS på denna punkt, och istället sätta målrelaterade betyg med absoluta betygskriterier. Nackdelen är att vissa lärosäten, ämnen och lärare formulerar stränga betygskriterier som ger många E och få A, medan andra har avsevärt mer generösa kriterier. Åter andra lärare försöker formulera betygskriterier som resulterar i ECTS-modellens fördelning (10−25−30−25−10 %) i det långa loppet, men undviker att justera kriterier och betygsgränser mellan olika årskurser.

### Lärandemål och betygskriterier
Varje lärosäte och ämne kan formulera egna skriftliga betygskriterier för hur väl den studerande ska ha uppnått högskoleförordningens mål, ämnets examensbeskrivning samt respektive kursplans lärandemål för att få ett visst betyg. I praktiken specificeras emellertid ofta konkreta bedömningsområden (dvs betygsättningsparametrar) och betygsgränser i kursens studieanvisningar, tentamen och uppgiftsinstruktioner snarare än i kursplanen.
Examinationen skall utformas så att den säkerställer att studenten uppfyller godkäntgränsen för samtliga lärandemål.

### Betygsättning av tentamina
Om betygsättningen grundas på tentamensresultat används fasta poänggränser i den svenska målrelaterade varianten av ECTS. Dessa skiljer mellan olika ämnestraditioner. Ofta används samma intervall mellan varje betygssteg. Exempelvis kan betyg A motsvara minst 90 % av det maximimalt möjliga poängresultat, B intervallet 80−90 %, C 70−80 %, D 60−70 %, E 50−60 % och F <50 %. Intervallet mellan varje steg är i detta exempel 10 procentenheter. Ibland ges Fx, dvs möjlighet till komplettering med hemuppgift, exempelvis vid resultat mellan 40 % och 50 %. Detta ska jämföras med att vanligt förekommande betygsgränser för de gamla betygen VG (väl godkänd) och G (godkänd) har varit 75 % respektive 50 % resultat. 
Även om man använder absoluta betyg förekommer det att lärare väljer betygsgränser så att kursen i det långa loppet förväntas ge samma statistiska betygsfördelning som den relativa ECTS-skalan, istället för att använda samma intervall mellan varje betygssteg. Dock justeras inte betygsgränserna för varje kurstillfälle enligt ECTS-skalans fördelning, för att man inte ska missgynna samarbete mellan studenterna eller riskera betygsinflation.
Kursens examinator skall konstruera tentamen på ett sätt så att den mäter i hur hög grad lärandemålen uppfylls, och så att poänggränserna motsvarar de skriftliga betygskriterierna. 
Samtliga studenter som godkänns på kursen ska uppfylla samtliga mål för kursen. Detta kan innebära krav utöver exempelvis 50 % godkänt på tentamen, t.ex. att samtliga hemuppgifter ska vara korrekt besvarade, eller att ett lägsta resultat finns på uppgifter som testar de olika målen på tentamen (observera att i detta fall måste tentamen innehålla alla lärandemål).

### Betygsättning av projektarbeten
Även vid betygsättning av projektarbeten, pm, uppsatser och examensarbeten förekommer skilda traditioner inom olika ämnen. Ett sätt kan vara att betygsätta flera olika bedömningsområden eller parametrar och beräkna ett viktat medelbetyg eller en poängsumma. Bedömningsområdena och deras betygskriterier formuleras i kursens detaljerade studieanvisningar, eller i kursplanen. 
Exempel på bedömningsområden som brukar betygsättas är olika redovisningsuppgifter och -tillfällen, t.ex. muntlig presentation, skriftlig presentation, opposition och eget praktiskt arbetet. Betygsättning av den skriftliga rapporten kan brytas upp i respektive kapitel, om en standardiserad rapportstruktur används, t.ex. problemformulering, teoristudie, metod, resultat och slutsatser, samt i språk, formgivning och struktur. Vissa lärandemål i kursplanen kan betygsättas, t.ex. förmåga att hålla leveranstider, och förmåga att självständigt genomföra arbete. 
Bedömningsområdena kan ges betyg mellan A och Fx, som översättes till sifferbetyg mellan 0 och 5, där 0 är Fx, 1 är E, osv, upp till 5 som är A. I normalfallet krävs minst E (minst 1) på varje område. Dessa sifferbetyg sammanväges till ett viktat medelvärde och avrundas till ett heltal mellan 0 och 5, som översättes tillbaka till bokstavsbetyg mellan Fx och A. 
Ett annat sätt som förekommer är att sätta betyg mellan 0 och 100 % på varje bedömningsområde, och kräva minst t.ex. 50 % på varje bedömningsområde för godkänt. Ett viktat medelvärde bildas, även det ett procenttal mellan 0 och 100 %. Ovanstående exempel på betygsgränser (50, 60, 70, 80 och 90 % för E, D, C, B och A) kan sedan appliceras på den sammanvägda procentsiffran.
Ett tredje sätt som används är att man bildar en poängsumma. Olika antal möjliga poäng ges på bedömningsområdena, beroende på hur viktiga de är eller hur stor del av kursen de motsvarar. Ett mindre viktig område kvantiseras till enbart tregradigt betyg; 0, 1 eller 2 poäng, där 0 är underkänt. Ett viktigt område kan betygsättas med sexgradigt betyg; 0, 1, 2, 3, 4 eller 5 poäng, där 0 är underkänt. På så sätt behöver färre betygskriterier formuleras för områden av mindre vikt. Poängtalen summeras, och betygsgränser appliceras på det summerade poängresultatet. Betygsgränserna måste dock anpassas individuellt till varje kurs.
Inlämningsuppgifter som kräver komplettering rapporteras vanligen inte in, utan betraktas som ännu ej inlämnade. Ibland betygsätts de dock med Fx. Betyg F på inlämningsuppgifter används t.ex. om någon inte besvarat tillräckligt många uppgifter i tid, och därför hänvisas till nästa kursomgång, eller om rapporten måste skrivas om från grunden med ett nytt ämne, t.ex. vid plagiat.

### Endast betyg P eller F på hel kurs
I vissa länder, bl.a. Sverige, och i vissa akademiska traditioner, förekommer att kurser i sin helhet endast kan ge betyg U (underkänd) eller G (godkänd). Det är vanligt vid praktik i näringslivet, eller vid examensarbeten, emedan handledare inom näringslivet inte har kompetens för att betygsätta, och betygsättande lärare inte kan veta hur självständigt studenten har arbetat. ECTS tillåter att kurs i sin helhet endast kan ge betyg P eller F (passed eller failed) som en anpassning till "uppenbarligen lokala system", under förutsättning att detta indikeras tydligt i kurskatalog eller informationsmaterial. 
Vissa svenska lärosäten har valt att endast ge betyg P eller F på examensarbeten, även till internationella studenter. Andra, t.ex. Mittuniversitetet, har beslutat att i och med införandet av ECTS ge sjugradigt ECTS-betyg på samtliga kurser, även examensarbeten, med anledning av att internationella studenter är i behov av sådant betyg.

### Endast betyg P eller F på moment
I Sverige är kurser ofta uppdelade i poänggivande delmoment, med anledning av att studenternas studiemedel och lärosätenas statliga anslag baseras på poängprestationer. Från vissa delmoment kan ibland endast erhållas betyg G eller U, vilket motsvarar P eller F vid ECTS-betyg. Detta är vanligt vid laborationer och korta hemuppgifter som förväntas besvaras nära 100 % rätt, och möjligheterna till samarbete är stora, i synnerhet om kursen avslutas med en betygsgrundande individuell tentamen som mäter förståelsen av laborations- och hemuppgifterna. Normalt visas emellertid inte betyg från delmoment i utbildningsbevis, utan endast det sjugradiga slutbetyg som studenten erhållit när kursen i sin helhet slutförts.